# دیوید اجر
دیوید آجر (زاده ۲۳ سپتامبر ۱۹۶۷) استاد زبان‌شناسی در دانشگاه کوئین مری لندن است. او به ظرفیت مغز انسان برای نحو علاقه‌مند است. او از سال ۲۰۱۵ تا ۲۰۲۰ به عنوان رئیس انجمن زبان‌شناسی بریتانیا خدمت کرد.

## سنین جوانی و تحصیل
آجر در ۲۳ سپتامبر ۱۹۶۷ در کرکالدی، فایف، اسکاتلند به دنیا آمد. او در سن یازده سالگی با خواندن کتاب جادوگر دریای زمین اثر اورسولا کی لو گوین مجذوب زبان شد. در شانزده سالگی، در مسابقه مدرسه‌ای که توسط دانشگاه سنت اندروز هماهنگ شده بود، برنده شد و پول را صرف خرید نسخه‌هایی از جنبه‌های نظریه نحو اثر نوام چامسکی کرد. او در دانشگاه ادینبورگ زبان‌شناسی و هوش مصنوعی خواند و تدریس در مقطع کارشناسی خود را به عنوان یکی از «تجارب شورانگیز زندگی من» توصیف کرده‌است. اجر برای تحصیلات تکمیلی خود در ادینبورگ ماند و برای دریافت مدرک کارشناسی ارشد در علوم شناختی کار کرد. وی در سال ۱۹۹۴ دوره دکترا را زیر نظر الیزابت انگدال به پایان رساند. در دوران دکترای خود در دانشگاه ماساچوست آمهرست کار می‌کرد. تحقیقات دکترای او صرف گره‌های مطابقه (AgrP) شد.

## زندگی شخصی
آجر با آنسون دبلیو مکی، جغرافیدان دانشگاه کالج لندن ازدواج کرده‌است. او عضو ۵۰۰ دانشمند کوییر است؛ سازمانی که از دانشمندان و مهندسان ال‌جی‌بی‌تی حمایت می‌کند. نام آجر در سال ۲۰۱۸ به عنوان یکی از الگوهای دانشگاه کوئین مری لندن فهرست شد.